# Abdul Hamid al-Bakkoush
Abdul Hamid al-Bakkoush (Trípoli, 10 de agosto de 1933 — Abu Dhabi, E.A.U., 2007) foi um político líbio, sendo primeiro-ministro da Líbia de 25 de outubro de 1967 a 4 de setembro de 1968. Após a proclamação da Jamahiriya por Gaddafi, foi para o exílio no Egito e se tornou um dos líderes da oposição ao governo líbio.

## História
Nascido em Trípoli, ingressou na Faculdade de Direito da Universidade do Cairo, formando-se em 1959 bacharel em direito com especialização em direito internacional. Sua entrada na política ocorreu através da eleição ao cargo de deputado nos anos 1960. Durante os conturbados anos 1960 na Líbia, ocupou por três vezes o cargo de Ministro da Justiça até ser nomeado por Idris I da Líbia para o cargo de primeiro ministro.

## Primeiro-Ministro

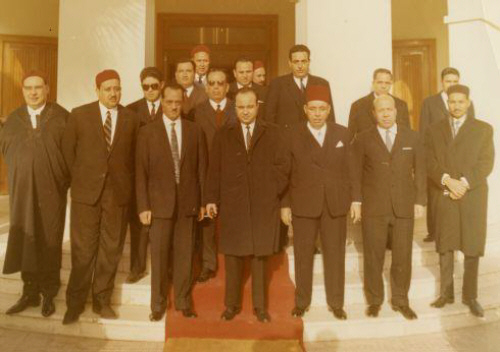
Gabinete de al-Bakkoush (com ele ao centro da imagem), 1968.

Bakkoush tomou posse do cargo de primeiro ministro em outubro de 1967. Durante sua gestão, participou da criação da Organização dos Países Árabes Exportadores de Petróleo e inscreveu o país no Tratado de Não Proliferação de Armas Nucleares.

## Oposição à Gaddafi, exílio e tentativa de assassinato
Após deixar o cargo, Bakkoush foi nomeado embaixador da Líbia na França. Com a Revolução de 1 de Setembro, subiu ao poder Muammar al-Gaddafi que implantou um regime ditatorial. Bakkoush se opôs ao regime e teve se exilar em Londres e posteriormente Paris. Em 1982 transferiu-se para o Egito, de onde criou a Organização para a Libertação da Líbia, logo fundida com a Frente Nacional para a Salvação da Líbia (FNSL). Em maio de 1984 a FNSL (apoiada pela CIA) realizou um ataque ao quartel general de Gaddafi em Bab al-Azizia, visando assassiná-lo e derrubar o regime. O ataque acabou fracassando e gerou um sentimento de vingança em Gaddafi.
Em 16 de novembro de 1984 Bakkoush sofreu uma tentativa de assassinato em Malta, repelida antecipadamente pelos serviços de inteligência egípcios. No mesmo dia, Gaddafi encontrava-se em reunião com o presidente francês François Mitterrand na ilha de Creta. Os egípcios simularam o sucesso da operação de execução de Bakkoush, transmitindo a informação para diversos jornais internacionais, incluindo os líbios, para onde fotos do corpo do ex primeiro ministro foram distribuídas. Com essas informações, a Rádio Trípoli anunciou no dia 16 a execução de Bakkoush.
No dia 18 ocorreu uma reviravolta, quando Bakkoush apareceu ao vivo na televisão egípcia ao lado de militares e dos terroristas capturados. Os autores da tentativa de assassinato (os britânicos Antony William Gill e Godfrey Chinner e os cidadãos de Malta Romeo Chakambari e Edgar Chacchia)  confessaram ter recebido US$ 250 mil do embaixador líbio em Malta para assassinar Bakkoush. O presidente do Egito Hosni Mubarak acusou Gaddafi de ser um "terrorista internacional" e de estar envolvido no Assassinato de Indira Gandhi (a Índia se recusou a vender armas nucleares para Gaddafi) e de tramar o assassinato de outros líderes mundiais como o de Helmut Kohl da Lamenha Ocidental, o rei Fahd da Arábia Saudita, entre outros.